# Puccinia agropyrina
Puccinia agropyrina ist eine Ständerpilzart aus der Ordnung der Rostpilze (Pucciniales). Der Pilz ist ein Endoparasit von Gift-Hahnenfuß und Waldquecken. Symptome des Befalls durch die Art sind gelbe Rostflecken und Pusteln auf den Blattoberflächen der Wirtspflanzen. Das Verbreitungsgebiet umfasst ganz Europa.

## Merkmale
Puccinia agropyrina ist mit bloßem Auge nur anhand der auf der Oberfläche des Wirtes hervortretenden Sporenlager zu erkennen. Sie wachsen in Nestern, die als gelbliche bis braune oder schwärzliche Flecken und Pusteln auf den Blattoberflächen erscheinen.
Das Myzel von Puccinia agropyrina wächst wie bei allen Puccinia-Arten interzellulär und bildet Saugfäden, die in das Speichergewebe des Wirtes wachsen. Ihre Pyknien wachsen blattoberseitig in kleinen gruppen. Die Aecien der Art sind becherförmig und wachsen beidseitig sowie auf den Stängeln. Sie besitzen polyedrische bis kugelige oder ellipsoide Aecidiosporen von 19–24 × 15–21 µm, die farblos und warzig sind. Die Uredien sind rund bis länglich. Ihre Uredosporen sind kugelig bis ellipsoid, 16–26 × 16–26 µm groß und stachelwarzig. Die Telien der Art sind klein, schwarzbraun und bedeckt. Die Teleutosporen sind zweizellig, langkeulig geformt und 37–42 × 13–16 µm groß. Ihre Stiele sind fest und kurz.

## Verbreitung
Puccinia agropyrina besitzt ein Verbreitungsgebiet, das sich über ganz Europa erstreckt.

## Ökologie
Die Wirtspflanzen von Puccinia agropyrina sind als Haplont Gift-Hahnenfuß (Ranunculus scleratus) sowie Waldquecken (Agropyron spp.) für den Dikaryonten. Der Pilz ernährt sich von den im Speichergewebe der Pflanzen vorhandenen Nährstoffen, seine Sporenlager brechen später durch die Blattoberfläche und setzen Sporen frei. Die Art verfügt über einen Entwicklungszyklus mit Pyknien, Uredien, Telien und Aecidien.